# Acta Scientiarum Polonorum
Acta Scientiarum Polonorum là tạp chí khoa học được thành lập năm 2001 bởi các trường Đại học nông nghiệp Ba Lan. Mục đích của Tạp chí là công bố các kết quả nghiên cứu liên quan đên các lĩnh vực khoa học nông nghiệp, cụ thể: cơ sở sinh lý cây nông nghiệp, điều kiện đất trồng và thời tiết, đặc điểm đất canh tác, nhân giống nông nghiệp, các mối đe dọa đến nông nghiệp, kiểm soát dịch bệnh, sinh vật ngoại lai, xu hướng và thành tựu trong chăn nuôi. Kể từ ăm 2008, Tạp chí chỉ xuất bản bằng tiếng Anh, một năm có 4 số.

## Mã số xuất bản[2]
ISSN 1644-0625 (Bản in)
eISSN 2300-8504 (Bản điện tử)
Nhà xuất bản: Đại học Công nghệ và Khoa học Sự sống ở Bydgoszcz

## Chỉ số ảnh hưởng
Các bài đăng trên Tạp chí Acta Scientiarum Polonorum nằm trong danh mục sau:
- Agro-Librex,
- EBSCO,
- Thư mục tạp chí truy cập mở,
- Chỉ số Copernicus,
- Nội dung tạp chí khoa học Ba Lan.

## Hội đồng khoa học[3]
- Jadwiga Andrzejewska (Bydgoszcz,  Ba Lan) - chủ tịch
- Kenneth A. Albrecht (Wisconsin-Madison, Hoa Kỳ)
- Jovan Crnobarac (Novi Sad, Serbia)
- Andrzej Dubas (Poznań, Ba Lan)
- Ilias G. Eleftherohorinos (Thessaloniki, Hy Lạp)
- Miroslav Haban (Nitra, Slovakia)
- Stanisław Kalembasa (Siedlce, Ba Lan)
- Wojciech K. Kaniewski (St. Louis, Hoa Kỳ)
- Andrzej Kotecki (Wroclaw, Ba Lan)
- Ralf Pude (Bonn, Đức)
- Piotr Stypiński (Warsaw, Ba Lan)
- Yusuf Yanar (Tokat, Thổ Nhĩ Kỳ)